# Porticus Argonautarum
Porticus Argonautarum (”Argonauternas portik”), även benämnd Agrippas portik, var en portik på centrala Marsfältet i antikens Rom. Den var belägen vid Saepta Iulia och uppfördes av Agrippa år 25 f.Kr. för att hugfästa minnet av hans och Octavianus seger i slaget vid Actium år 31 f.Kr. Byggnadsverket fick namnet Porticus Argonautarum efter dess dekorationer, vilka framställde Jasons och argonauternas äventyrliga resor.
Cassius Dio kallar portiken för τὴν στοὰν τὴν τοῦ Ποσειδῶνος, det vill säga ”Poseidons stoa”.